# 中國力鴻檢驗
中國力鴻檢驗控股有限公司，簡稱中國力鴻檢驗控股和中國力鴻檢驗（英語：China Leon Inspection Holding Ltd.，港交所：1586），在2009年，由副總裁張愛英（主席及行政總裁李向利配偶），於總部北京成立「北京華夏力鴻商品檢驗有限公司」，業務在中國內地經營為煤炭企業检测服务、鉴定服务及见证及辅助服务。 
股份在2016年7月12日於港交所主板上市，全球發售為1億股，定價為1.24港元，集資額為7050萬港元，主要用作黃驊港、唐山港、天津港興建新的服務設施和其他一般營運資金。
2017年6月16日，由於在2017年3月河北省政府印發的《河北省生態環境保護「十三五」規劃》及秦皇島市政府2017年4月所做的工作報告，有所作出調整關係，因此原本把秦皇島港興建新的服務設施終止，改為戰略收購或投資用途。

## 連結
- huaxialihong.com（页面存档备份，存于）